# Гэлбрейт, Джеймс Кеннет
Джеймс Кеннет Гэлбрейт (англ. James K. Galbraith, род. 1952) — американский экономист. Сын Джона Кеннета Гэлбрейта.
Бакалавр (1973) Гарвардского и доктор философии (1981) Йельского университетов. Некоторое время учился в Кембридже. В настоящее время является профессором Школы по связям с общественностью им. Линдона Джонсона — подразделения Техасского университета в Остине. Председатель американской организации «Объединённые экономисты за сокращение вооружений» (ECAAR).
Один из соавторов «китайского экономического чуда»: с 1993 по 1997 годы являлся основным экономическим советником правительства Китайской Народной Республики по макроэкономическим реформам.
Визит-профессор кафедры Общей экономической теории Московской экономической школы МГУ имени М. В. Ломоносова. Читает в МГУ курс лекций «Макроэкономическое моделирование».

## Основные работы
- «Балансирование: технология, финансы и американское будущее» (Balancing Acts: Technology, Finance and the American Future, 1989);
- «Рожденный неравным: кризис в американской оплате» (Created Unequal: The Crisis in American Pay, 1998).

На русском языке
- Гэлбрейт Джеймс К. Какова американская модель на самом деле? Мягкие бюджеты и кейнсианская деволюция // Логос. — 2003. — № 2. — С. 13—30.

### Интервью
- Меньше шока, больше терапии // Слово, № 37, 13 сентября 2002
- Миллиарды на звёздную пыль // Труд, № 107 за 15.06.2001
- Дом «Э» — Интервью с американским экономистом Д. Гэлбрейтом (на Youtube.com) // Институт нового индустриально развития имени С. Ю. Витте, 11.04.2017